# Santa Casa de Misericórdia de Santos
A Santa Casa de Misericórdia de Santos é uma instituição hospitalar brasileira. Fundada em 1543 por Brás Cubas, foi o segundo hospital do Brasil, antecedido apenas pela antiga Santa Casa de Misericórdia de Olinda. Surgiu numa região que se tornaria mais tarde a cidade de Santos, no estado de São Paulo. Inclusive uma das versões para a origem do nome desta cidade, é a construção desse hospital.
É a mais antiga instituição assistencial e hospitalar em funcionamento do Brasil, uma vez que o Hospital da Santa Casa de Misericórdia de Olinda foi extinto. É também o maior hospital da Região Metropolitana da Baixada Santista.

## História
Braz Cubas, auxiliado pelos prósperos moradores da região, iniciou em 1542 a construção de um hospital, que inaugurou em 1543, provavelmente no primeiro dia de novembro, data comumente reservada para as grandes comemorações. Chamou-o de Hospital de Todos os Santos, inspirando-se no nome do grande hospital de Lisboa e na data da sua fundação.
Segundo Frei Gaspar da Madre de Deus, o povoado de Enguaguassu passou a ser chamado Povoado do Porto de Todos os Santos e do Porto de Santos, por aquisição do nome do hospital.
Entre 1545 e 1547, o capitão-mor Braz Cubas elevou o povoado à categoria de vila, com o nome de Vila do Porto de Santos.
O primeiro prédio do hospital foi construído no sopé do outeiro de Santa Catarina, em local onde hoje se situa a Rua Visconde do Rio Branco, defronte ao edifício da Alfândega, no centro de Santos.
Em 2 de abril de 1551, Braz Cubas conseguiu de D. João III, em Almeirim, o alvará real de privilégios, o segundo obtido por uma Misericórdia brasileira. Os jesuítas chegaram à região em 1553. A vila, o porto, a Irmandade e o Hospital cresceram sob a proteção do seu poderoso e dedicado fundador.